# Stor natebock
Stor natebock (Macroplea pubipennis) är en skalbaggsart som först beskrevs av Odo Reuter 1875. Trivialnamnet används framför allt i finlandssvenskan; i Sverige kallas arten hårig strimbock. Den ingår i släktet Macroplea och familjen bladbaggar.

## Beskrivning
Skalbaggen är halmfärgad med långa ben och antenner. Kroppslängden är 5,5 till 8,5 mm.

## Utbredning
Den stora natebocken är fridlyst och nära hotad i Finland, där den förekommer från Finska viken över Åland till Bottenviken. Arten är bofast och reproducerande i Sverige, där den för första gången påträffades 2018 i Norrbotten. Förutom i Norden har arten även påträffats i Kina i provinserna Heilongjiang, Gansu och Xinjiang samt den autonoma provinsen Ningxia.
De främsta hoten för den finländska populationen är mudderarbeten, byggnation, utökad båttrafik och igenväxning, framför allt med bladvass. Den svenska populationen är otillräckligt studerad, och fortsatta undersökningar krävs för att fastställa artens svenska utbredning och status.

## Ekologi
Alla former av skalbaggen lever akvatiskt på grunt vatten, upp till ett djup av 50 cm. Artens livsmiljö är Östersjön, där larven utvecklas i brackvattenvikar på rötter av vattenväxter. De vuxna skalbaggarna lever främst på slingor, men kan även påträffas på nateväxter som ålnate och borstnate samt hårsärv.

### Fortplantning
Arten parar sig i juli och augusti bland vattenvegetation. Larverna lever på rötterna till olika vattenväxter. Förpuppningen sker i en brun, delvis genomskinlig kokong fästad på eller nära rötterna till larvens värdväxter.